# Stade Presidente Antônio Carlos
Le Stade Presidente Antônio Carlos (en portugais : Estádio Presidente Antônio Carlos), également connu sous le nom de Stade de Lourdes (en portugais : Estádio de Lourdes) ou encore d'Estadinho da Colina, est un ancien stade de football brésilien situé dans la ville de Belo Horizonte, dans l'État du Minas Gerais.
Le stade, doté d'environ 5 000 places et inauguré en 1929 puis démoli en 1994, servait d'enceinte à domicile à l'équipe de football du Clube Atlético Mineiro.

## Histoire
L'Atlético Mineiro reçoit de la municipalité un terrain situé sur l'avenue Paraopeba (plus tard l'avenue Augusto de Lima), dans lequel il a construit son premier stade officiel (le club rival de l'América Mineiro avait son premier stade de l'autre côté de la rue).
En 1925, le club conclu un accord avec la municipalité pour échanger son stade de l'avenue Paraopeba, contre un nouveau terrain dans le quartier de Lourdes. Trois ans plus tard, la construction du stade débute, aidée par le gouverneur Antônio Carlos Ribeiro de Andrada.
Il est inauguré le 30 mai 1929 lors d'une victoire 4-2 des locaux de l'Atlético Mineiro contre les Corinthians (le premier but au stade étant inscrit par Valeriano, joueur des Corinthians).
L'année suivante, le stade est visité par le président de la FIFA Jules Rimet, qui assiste pour la première fois à une rencontre nocturne, une victoire 10-2 de l'Atlético Mineiro sur le Sport (match d'inauguration du système d'éclairage).
Le stade est alors à cette époque à l'origine de l'augmentation de population dans le quartier.
En 1950, l'Atlético Mineiro quitte le stade pour partir s'installer dans le nouveau et plus grand Stade de l'Indépendance, et le Stade Presidente Antônio Carlos est vendu à la municipalité dans les années 1960.
Il ferme définitivement en 1969. Après des décennies de litiges juridiques, la propriété du domaine revient finalement à l'Atlético Mineiro en 1991 (le stade est démoli en 1994), qui la loue ensuite pour faire place à un centre commercial construit en 1996, le Diamond Mall.

## Galerie

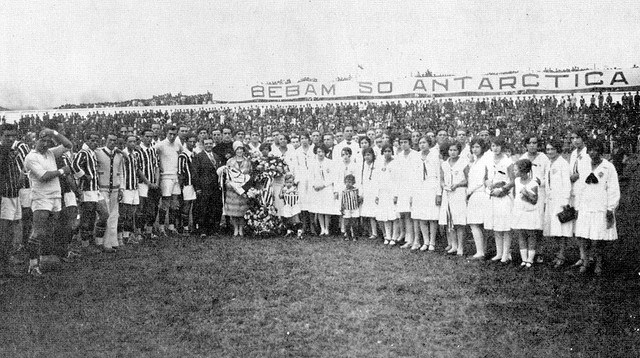
Ouverture du stade en 1929